# Pinellas County
Pinellas County is een county in de Amerikaanse staat Florida.
De county heeft een landoppervlakte van 725 km² en telt 921.482 inwoners (volkstelling 2000). De hoofdplaats is Clearwater.